# Fabien Jérôme
Fabien Jérôme (ur. 8 czerwca 1988) – gwadelupski piłkarz występujący na pozycji obrońcy. Zawodnik klubu Evolucas.

## Kariera klubowa
Jérôme karierę rozpoczynał w 2007 roku w zespole Evolucas. W 2008 roku zdobył z nim mistrzostwo Gwadelupy.

## Kariera reprezentacyjna
W reprezentacji Gwadelupy Jérôme zadebiutował w 2008 roku. W 2009 roku został powołany do kadry na Złoty Puchar CONCACAF. Nie zagrał jednak na nim w żadnym meczu, a Gwadelupa zakończyła turniej na ćwierćfinale.